# Jeanne Bourin
Jeanne Bourin (Parijs, Frankrijk, 13 januari 1922 - Le Mesnil-le-Roi, Frankrijk, 19 maart 2003) was een bekende Franse romanschrijfster.
De katholieke schrijfster Jeanne Bourin is zowel in als buiten Frankrijk bekend geworden dankzij haar historische romans, die veelal spelen in de Middeleeuwen en waarin vrouwen doorgaans een centrale rol spelen.
Diverse romans van Jeanne Bourin zijn reeds in het Nederlands vertaald.
- Bibsys: 90187770
- Bibliothèque nationale de France: cb118934847 (data)
- Catàleg d'autoritats de noms i títols de Catalunya: 981058530697506706
- CiNii: DA01970126
- Gemeinsame Normdatei: 118933523
- International Standard Name Identifier: 0000 0001 1037 643X
- Library of Congress Control Number: n84076606
- Bibliotheek van het Japanse parlement: 00463595
- Nationale Bibliotheek van Tsjechië: xx0073150
- Nationale bibliotheek van Australië: 35156898
- Nationale Bibliotheek van Israël: 987007426632005171
- Nederlandse Thesaurus van Auteursnamen: 074946633
- Système universitaire de documentation: 030023890
- Virtual International Authority File: 9843669
- WorldCat: E39PBJrGyMtKW4tmgJvhktcgKd